# Капитани (телесериал)
Капитани (люкс. Capitani) — люксембургский детективный телесериал, срежиссированный Кристофом Вагнером.
Действие сериала разворачивается летом 2019 года в вымышленной деревне под названием Маншайд на севере Люксембурга. В лесу возле деревни находят тело 15-летней девушки, Дженни Энгель; для расследования обстоятельств её смерти из города приезжает инспектор Люк Капитани, который объединяется с местным полицейским, сержантом Эльзой Лей.
Сериал вышел 1 октября 2019 года на телеканале RTL, а затем, 11 февраля 2021 года, состоялась премьера на Netflix в немецкоязычных странах. Первый сезон включает в себя 12 серий; известно о заказанном втором сезоне, съёмки которого планируется начать в середине марта 2021 года.
Капитани стал первым люксембургским детективным сериалом и стал первым люксембургским сериалом на Netflix.
Название каждой серии — строчка из одного из стихотворений люксембургского поэта Мишеля Ленца, который также написал гимн страны.

## Сюжет
Сюжет сериала разворачивается за 8 дней. Однажды утром, в лесу у вымышленной люксембургской деревни, Маншайд, рейнджер обнаруживает тело местной 15-летней девушки, Дженни Энгель. Для расследования дела в деревню приезжает полицейский инспектор Люк Капитани, который объединяется с Эльзой Лей, сержантом полиции.
В деревне Капитани встречает давнюю возлюбленную, Карлу Перейру, которая после неизвестного инцидента изменила имя на София Сантос и уехала в Португалию, однако вернулась назад в Люксембург. Перейра связывает Капитани с преступностью, и после обнаружения в одном из карьеров останков наркодилера Винсента да Косты, а также пули из полицейского табельного оружия в его груди, к Капитани приезжает агент Отдела внутренних расследований, Дайен Бонифас, и Капитани приходится бороться со своим прошлым.

## В ролях
- Люк Шильц — инспектор Люк Капитани
- Софи Музель — сержант Эльза Лей
- Дезире Носбуш — Дайен Бонифас
- Джо Денненвальд — Джо Морес
- Клод де Демо — Надин Кинш
- Жюль Вернер — Мик Энгель
- Жиль Девресс — Таня / Дженни Энгель
- Рауль Шлехтер — Роб Беренс
- Джули Киффер — Манон Бовер
- Роланд Гельхаузен — Джим Бовер
- Пьер Бодри — пастор Клод Глодт
- Люк Фейт — Уш Трирвайлер
- Тимо Вагнер — Фрэнк Ферроне
- Брижитт Урхаузен — Карла Перейра / София Сантос
- Константин Роммельфанген — Стив Вайс
- Макс Джиндорфф — Джерри Ковальска
- Марк Лимпах — Жерар Гаспар
- Мики Хардт — Марк Дидрих

## Список эпизодов
| № общий | № в сезоне | Название                                                                                      | Режиссёр       | Автор сценария | Дата премьеры   |
| --- | ---------- | --------------------------------------------------------------------------------------------- | -------------- | -------------- | --------------- |
| 1 | 1          | «Эй ты, там наверху» «Oh Du, do uewen»                                                        | Кристоф Вагнер | TBA            | 1 октября 2019  |
| 7 июля. В лесу около деревушки Маншайд в северном Люксембурге находят тело девушки, которую чуть позже опознают как Дженни Энгель. Её сестра-близнец, Таня, пропадает без вести. Для расследования дела о возможном убийстве в деревню из города приезжает инспектор Люк Капитани, где он объединяется с сержантом Эльзой Лей. В лесу Эльза увидела человека в военной форме, и в попытке его повалить, она отрывает от его формы пуговицу. Поехав за скорой помощью, мать Дженни, Надин Кинш, узнаёт о смерти дочери и теряет сознание. Муж Надин и отчим сестёр, школьный учитель Роб Беренс, совершает самоубийство. |            |                                                                                               |                |                |                 |
| 2 | 2          | «Ниже тёмная, деревянная корона» «A sengem donkle Bëscherkranz»                               | Кристоф Вагнер | TBA            | 8 октября 2019  |
| 8 июля. В связи с самоубийством Роба Беренса, его подозревают в убийстве Дженни. Люк встречает свою давнюю знакомую, Карлу Перейру, которая сменила имя на София Сантос и на длительное время скрылась, и у них случается перепалка. Директор школы, в которой работал Роб, показывает его шкафчик, где полицейские видят его очки, однако позже жена мэра коммуны находит подобные очки в лесу. Капитани показывает Надин свою находку, но та верит, что это ложная улика; однако не заметив в футляре очков Роба, Надин сметает всё со стола и начинает плакать. |            |                                                                                               |                |                |                 |
| 3 | 3          | «Из детства, из детства» «Aus der Kannerzäit, aus der Kannerzäit»                             | Кристоф Вагнер | TBA            | 15 октября 2019 |
| 9 июля. Запугав директора школы, полиция смогла получить без ордера записи с камер, и оказывается, что жена мэра, якобы нашедшая очки Беренса в лесу, забрала их из его шкафчика. Эльза говорит со своим парнем Стивом, военным, живущим в военном лагере недалеко от Маншайда - Эльза беременна, а Стив хочет построить им обоим дом. В местной церкви проходит месса по Дженни, но неожиданно в церковь врывается пропавшая Таня, которую немедленно бежит обнимать мать. |            |                                                                                               |                |                |                 |
| 4 | 4          | «Нет покоя глазам, нет покоя сердцу» «'Kee Schlof méi fir d'Aen, kee Friden méi fir d'Hierz'» | Кристоф Вагнер | TBA            | 22 октября 2019 |
| 10 июля. Капитани и Лей допрашивают недавно найденную Таню. Та говорит полиции, что в тот вечер она была в городе и встретила там какого-то парня, однако местоположение её телефона на тот момент - лес, а не город. Пьер Роммес, мэр коммуны, отказывается приводить свою жену, Лидию, на допрос насчёт недавно найденных улик. Коммуну Маншайд планируют объединить с двумя другими коммунами, и Роммес выступает в качестве кандидата в мэры, но его быстро дискредитирует Мик, и в итоге вся поддержка уходит ему. Капитани едет к военному лагерю, дабы поговорить со Стивом, парнем Эльзы. На форме Стива вырвана пуговица. |            |                                                                                               |                |                |                 |
| 5 | 5          | «Незнакомцы будут вынуждены согласиться» «'Déi Friem, déi mussen 't agestoen'»                | Кристоф Вагнер | TBA            | 29 октября 2019 |
| 10 июля. Стив говорит Капитани, что для обыска военного лагеря нужен ордер, и он уезжает. Джо Морес, другой полицейский из Маншайда, находит в потайном отсеке машины Роба Беренса наркотики - такие же, как и у Дженни. Капитани пытается допросить подругу сестёр, Лею Холмс. Капитани чувствует в её словах ложь, и грубит ей, но позже задабривает её семью выпечкой, и Лея рассказывает, что она была дома с родителями, а где была Таня - не знает, но знает, что Дженни встречалась с военными. В церковь приходит Мик, пытающийся опросить местного сироту Уша, которого воспитывает пастор Клод Глодт, но Мик не хочет говорить о свидетельстве Уша полиции, так как он "идеальный обвиняемый" из-за своего поведения, хотя Мик и уверен в его невиновности. Эльзе приходит отчёт о судмедэкспертизе. У Дженни обнаружены следы наркотиков и сексуального насилия. В датабазах Эльза находит двух насильников - Жерара Гаспара, учителя французского, и Джерри Ковальски, военного. |            |                                                                                               |                |                |                 |
| 6 | 6          | «Так далеко от меня, так далеко!» «Souwäit vu mir, sou wäit!»                                 | Кристоф Вагнер | TBA            | 5 ноября 2019   |
| 11 июля. Эльза приходит навестить дочь местного пекаря, Манон Бовер, но находит её в бессознательном состоянии в фургоне пекарни, берёт у неё выпечку, и оставляет деньги. Полиция решает допросить обоих подозреваемых - сначала она едет в военный лагерь, дабы опросить Джерри Ковальски, но майор не даёт полиции этого сделать, и рассказывает, что Ковальски служил в Белоруссии, но переместился в Люксембург из-за проблем с законом, и что он ни в чём не виновен. Затем, полиция допрашивает Жерара Гаспара, учителя французского языка, который однажды влюбился в свою 13-летнюю ученицу, но тот рассказывает своё алиби. На карте леса полицейские ищут место преступления, и Эльза впервые узнаёт об "Единорожьей" тропе - так, символ единорога есть и на пакетиках с наркотиками. Капитани решает пойти по этой тропе, а Эльзе говорит проверить алиби Гаспара. Допросив пекаря Джима Бовера и пастора Клода Глодта, она понимает, что алиби Гаспара не складывается, и пишет Капитани, но тот теряет в лесу сознание из-за наркотиков в кексе. |            |                                                                                               |                |                |                 |
| 7 | 7          | «Мне знакомы неудачи и печаль» «An ech weess vun Tréin a Leed»                                | Кристоф Вагнер | TBA            | 12 ноября 2019  |
| 11 июля. Капитани просыпается в лесу после обморока. Он находит деревянную хижину, и частично обследует её через окно. Позже, полиция решает допросить Гаспара о его алиби, однако они видят как Мик его избивает, пока сам Гаспар что-то сжигал. В одном из карьеров находят останки наркодилера Винсента да Косты, у которого в груди присутствует пуля из полицейского табельного оружия, и из-за этого в Маншайд приезжает и агент Отдела внутренних расследований, наставница Капитани, Дайен Бонифас. Табельное оружие Капитани пропало в том же году, что и да Коста, что вызвало у неё подозрения. Эльза рассказывает Стиву о его пуговице, но тот утверждает, что просто искал двух сослуживцев, ушедших на вечеринку. Сам Стив находится в деревянной хижине в лесу, где он допрашивает Манон. Это замечает Таня, которой Стив велит ничего не рассказывать. Стив и и его сослуживец Фрэнк возвращаются из хижины в лагерь, но Фрэнка замечают. |            |                                                                                               |                |                |                 |
| 8 | 8          | «Эти чудесные золотые сны» «A wéi schéin déi gëllen Dreem»                                    | Кристоф Вагнер | TBA            | 19 ноября 2019  |
| 12 июля. У Фрэнка Ферроне, отвечавшего в лагере за логистику, забирают флешку, но позже он её все равно забирает и подключает к компьютеру, и при помощи неё он пытается отменить поставку наркотиков. ДНК Гаспара не совпадает с ДНК на теле Дженни, поэтому его исключают из списка подозреваемых. Деревянная хижина оказывается бывшей фермой местного монастыря. Дайен наводит справки и узнаёт о связи между да Костой и Карлой Перейрой, подругой Капитани. Капитани тайно обыскивает её дом, но ничего не находит, но на самом деле у Карлы реально есть табельное оружие Капитани. Стив, Фрэнк и Джерри решают захватить грузовик с наркотиками, уйдя с учений. Пекаря Джима Бовера арестовывают, дабы вызвать реакцию у его дочери, Манон; однако позже Эльза находит Манон в бессознательном состоянии с передозировкой в грузовике пекарни, и везёт её в больницу. Мик оставляет Надин предсмертную записку Роба. |            |                                                                                               |                |                |                 |
| 9 | 9          | «Моё сердце было полно веры» «Voll Vertraue wor mäin Hierz»                                   | Кристоф Вагнер | TBA            | 26 ноября 2019  |
| 12 июля. Манон лежит в больнице с передозировкой. Отец девушки говорит Капитани, что он видел, как Роб Беренс зашёл в грузовик к ней и пробыл там длительное время, а после Капитани даёт отцу увидиться с дочерью. Бонифас и её напарник Эрик изучают датабазы Интерпола, и оказывается, что Карла Перейра сменила имя и работает в гостинице в деревне, где Дайен и снимает номер. Когда Манон приходит в сознание, Эльза её допрашивает о встрече с Робом - Манон говорит, что Роб пытался защитить именно Дженни, а не Таню от наркотиков. После звонка Эльзы, Капитани понимает, что Таня - на самом деле Дженни, и находит у неё частично затёртую татуировку, такую же, как и у сестры. Стив, Фрэнк и Джерри пытаются напасть на грузовик с наркотиками, но нападают не на тот грузовик, и их объявляют в розыск как дезертиров. Капитани официально входит на территорию лагеря и обследует контейнер из грузовика - под коробками с пулями лежат наркотики. Капитани также хочет отстранить Эльзу от дела из-за её связи с подозреваемым. |            |                                                                                               |                |                |                 |
| 10 | 10         | «Я ничего не знаю о боли и слезах» «Ech wousst näischt vun Tréin a Schmierz»                  | Кристоф Вагнер | TBA            | 3 декабря 2019  |
| 13 июля. Стив, Фрэнк и Джерри решили переночевать на ферме. Стив в итоге решает уйти за помощью к Мику, который идёт за Стивом и берёт с собой ружьё. При разговоре с Карлой, она показывает Люку её шрамы, которые на ней оставили наркоторговцы - она уже не в деле. Капитани также снова допрашивает Манон - та говорит, что на ферме устраивает вечеринки бельгиец, а военные охраняют их и поставляют туда наркотики. Дайен допрашивает Карлу и хочет увидеть оружие Люка, однако Карла сбегает и выбрасывает револьвер Люка в водоём, до того, как Дайен пришла обыскивать её квартиру. В школу, где полиция расследует дело об убийстве, приходит Дженни, и говорит Эльзе, что военные - на ферме. Эльза едет туда сама, но её под прицелом встречает Фрэнк. Эльза пытается повалить Фрэнка, но в процессе драки слышен выстрел. |            |                                                                                               |                |                |                 |
| 11 | 11         | «Моя грудь полна самой тёмной ночи» «'An d'Broscht voll däischter Nuecht'»                    | Кристоф Вагнер | TBA            | 10 декабря 2019 |
| 13 июля. Между Эльзой и Фрэнком происходит драка, и у Эльзы получается повалить Фрэнка, но на них выходит Джерри с оружием. Он держит Эльзу под прицелом, пока из-за деревьев не выходит Дженни, в которую Джерри был влюблен - после этого Джерри убивает Фрэнка и стреляет в Эльзу, а затем забирает Дженни и идёт с ней на ферму. Люк приезжает на место происшествия, а чуть позже приходят и Стив с Миком. Мик, узнав, что Джерри - вместе с Дженни, заходит в хижину и убивает выстрелом из ружья Джерри, а затем забирает дочь. Капитани чуть позже приходит к Ушу. Тот, сокращая имена до слогов, завуалированно говорит, что Мик был с Дженни в лесу ночью. В школе Дайен угрожает Капитани арестом, если он не напишет заявление на Карлу Перейру. Мик видит у дочери татуировку и понимает, что это Дженни; мужа позже успокаивает жена, но приезжает полиция и арестовывает Мика. |            |                                                                                               |                |                |                 |
| 12 | 12         | «Это случилось прекрасным летним днём» «Et wor op engem schéinen klore Summerdag»             | Кристоф Вагнер | TBA            | 17 декабря 2019 |
| 14 июля. Люк приезжает в больницу, дабы получить больше информации от Манон; он ловит её за печатанием сообщения кому-то, и оказывается, что это Мик. Девушка сознаётся в том, что Мик также проводил на ферме вечеринки. Также Люк проверяет Эльзу, и видит в её палате Стива, с которым у инспектора происходит перепалка; Эльза приходит в сознание и отвергает Стива за обман, а самого парня арестовывают. Стив говорит, что в тот вечер он охранял ферму вместе с Джерри и Фрэнком, и услышав странный шум, они пошли его расследовать, но потом услышали девичий крик и увидели внизу обрыва тело Дженни. Мик тоже даёт показания, но они отличаются от показаний Стива. Капитани решает допросить саму Дженни, однако к нему приходит Дайен. Тем не менее, у Люка удаётся допросить Дженни: та говорит, что она убегала от военных, но когда пряталась, увидела Таню. Между сёстрами произошла словесная перепалка, и Дженни случайно столкнула Таню с обрыва. Мик перенёс тело дочери подальше от фермы, дабы не возникли подозрения; Дженни подменила документы и телефон Тани; а Уш, который был в это время в лесу, всё это видел - так, дело раскрыто, но Капитани арестовывают. Он просит Джо сказать Эльзе о том, что дело было раскрыто, а сама Эльза с трудом поднимается с больничной койки. |            |                                                                                               |                |                |                 |

## Производство

### Съёмки
Съёмки сериала проводились в Бурглинстере (церковь, пекарня, гостиница), Гондерингене, Вильце (сцены школы), Юнглинстере (ратуша), Линтгене, Бриделе, Штайнселе и Эш-сюр-Альзетт (больница).

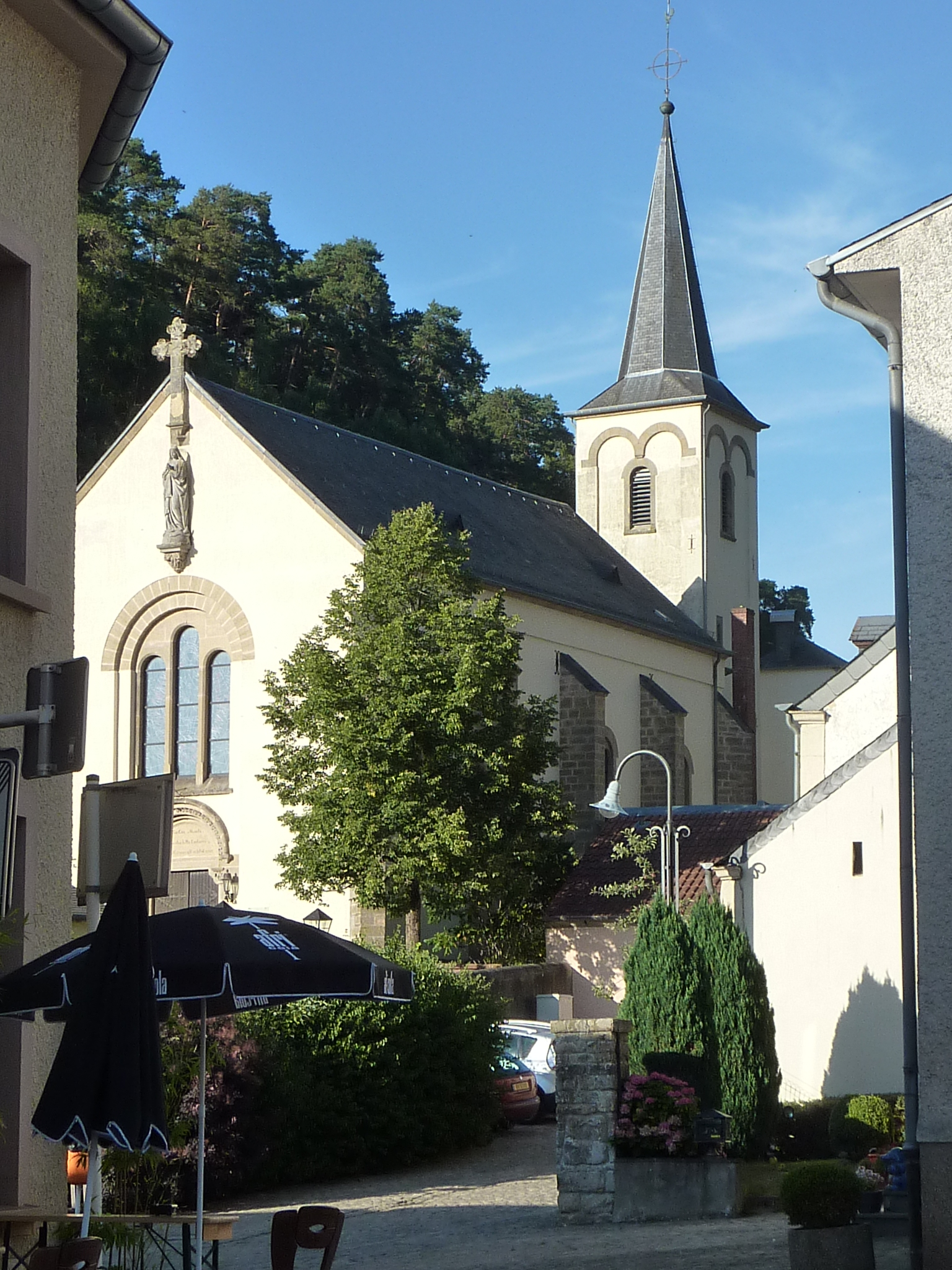
Церковь в Бурглинстере, в сериале - церковь Маншайда
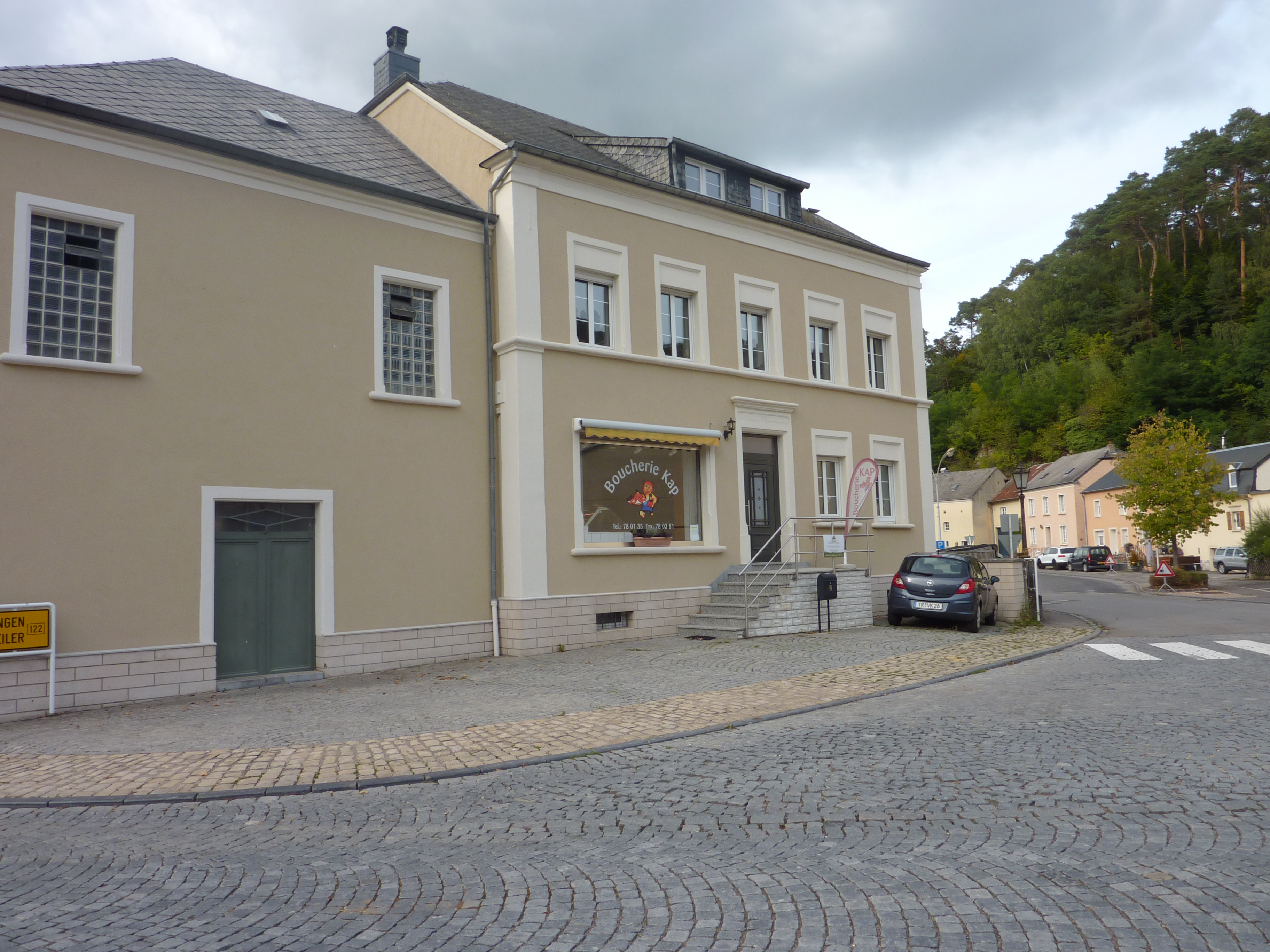
Здание в Бурглинстере, в сериале - пекарня семьи Боверов
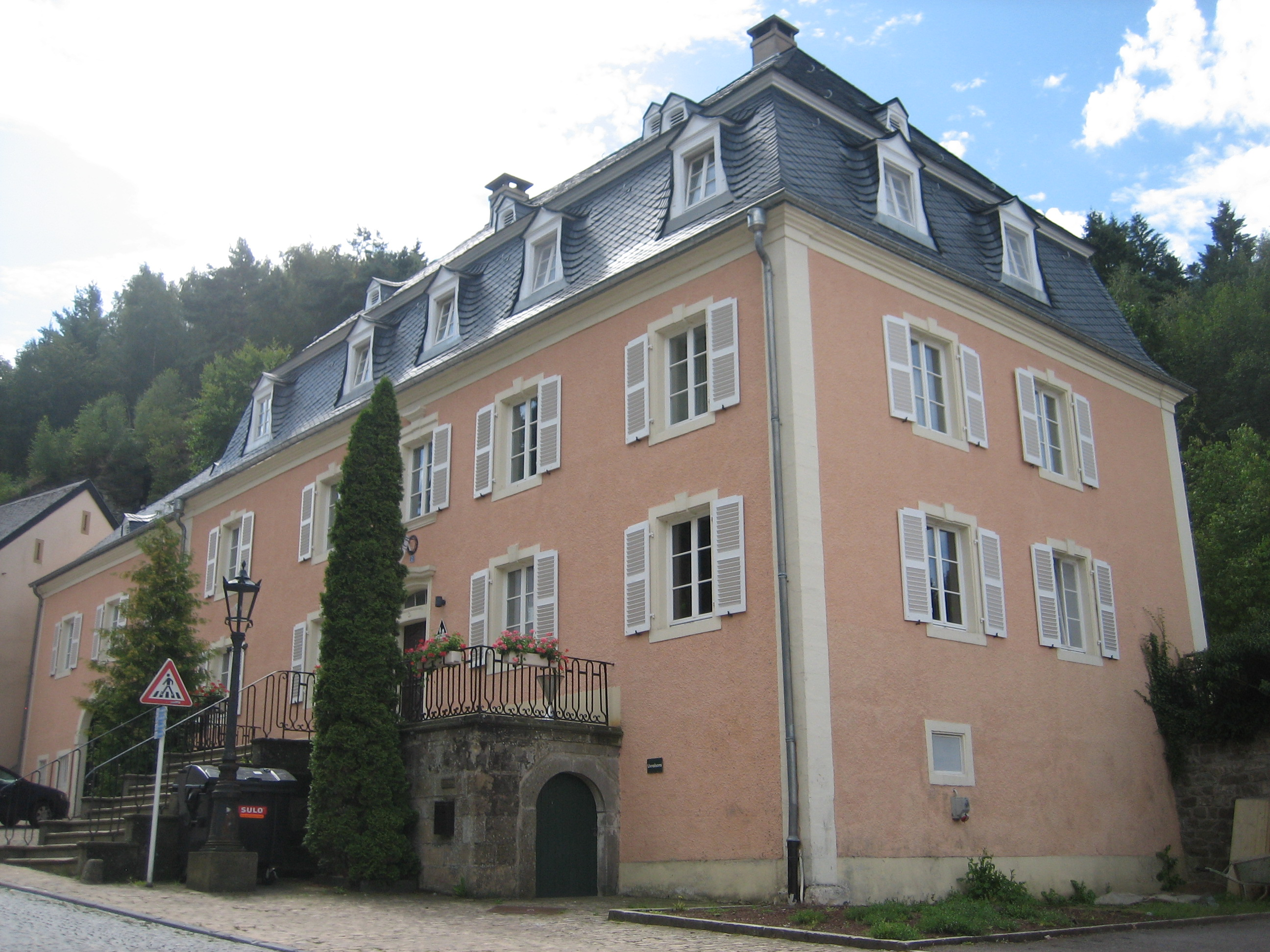
Здание в Бурглинстере, в сериале - гостиница Auberge de Bons Amis
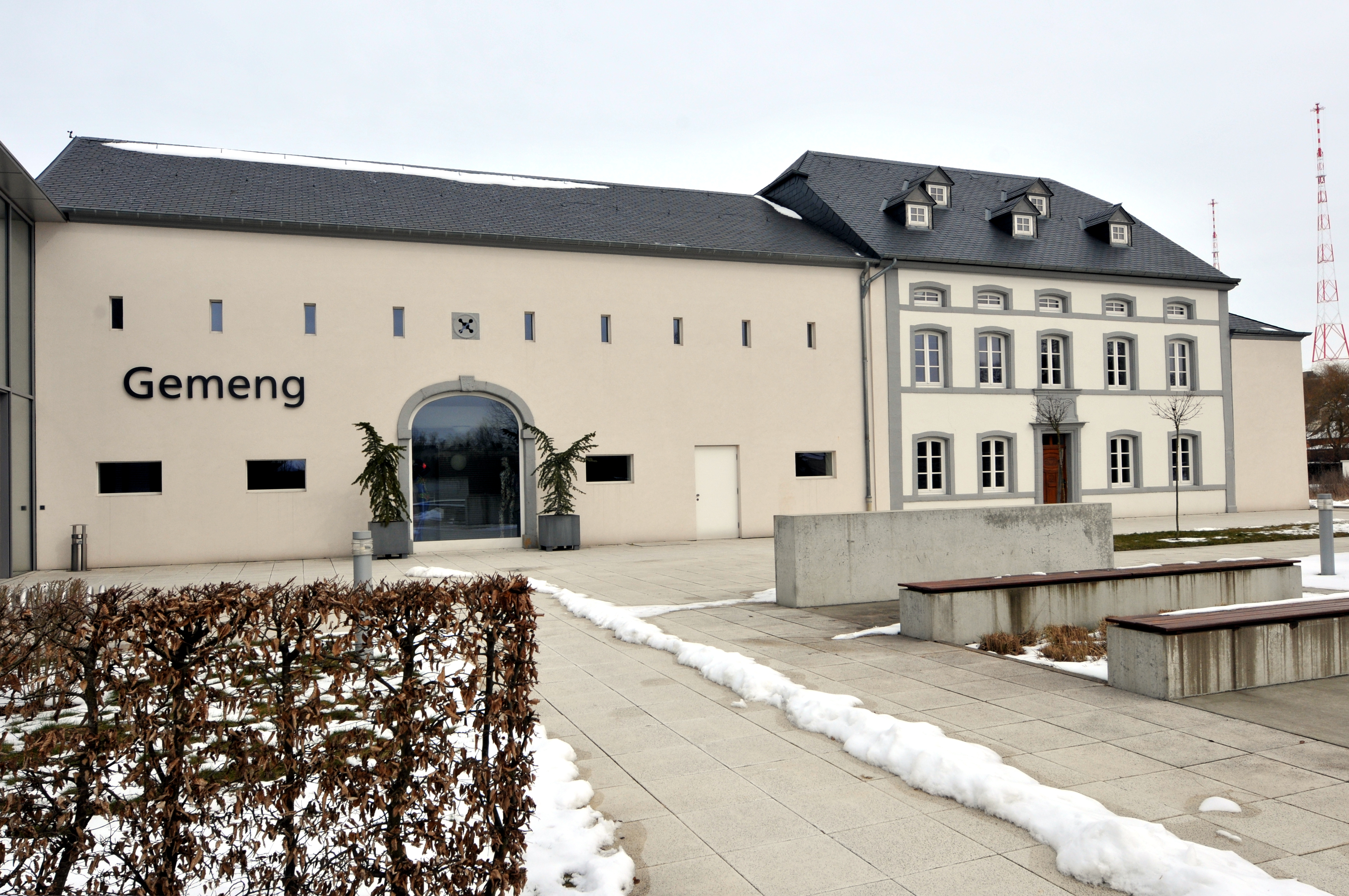
Городская ратуша Юнгленстера, в сериале - ратуша Маншайда
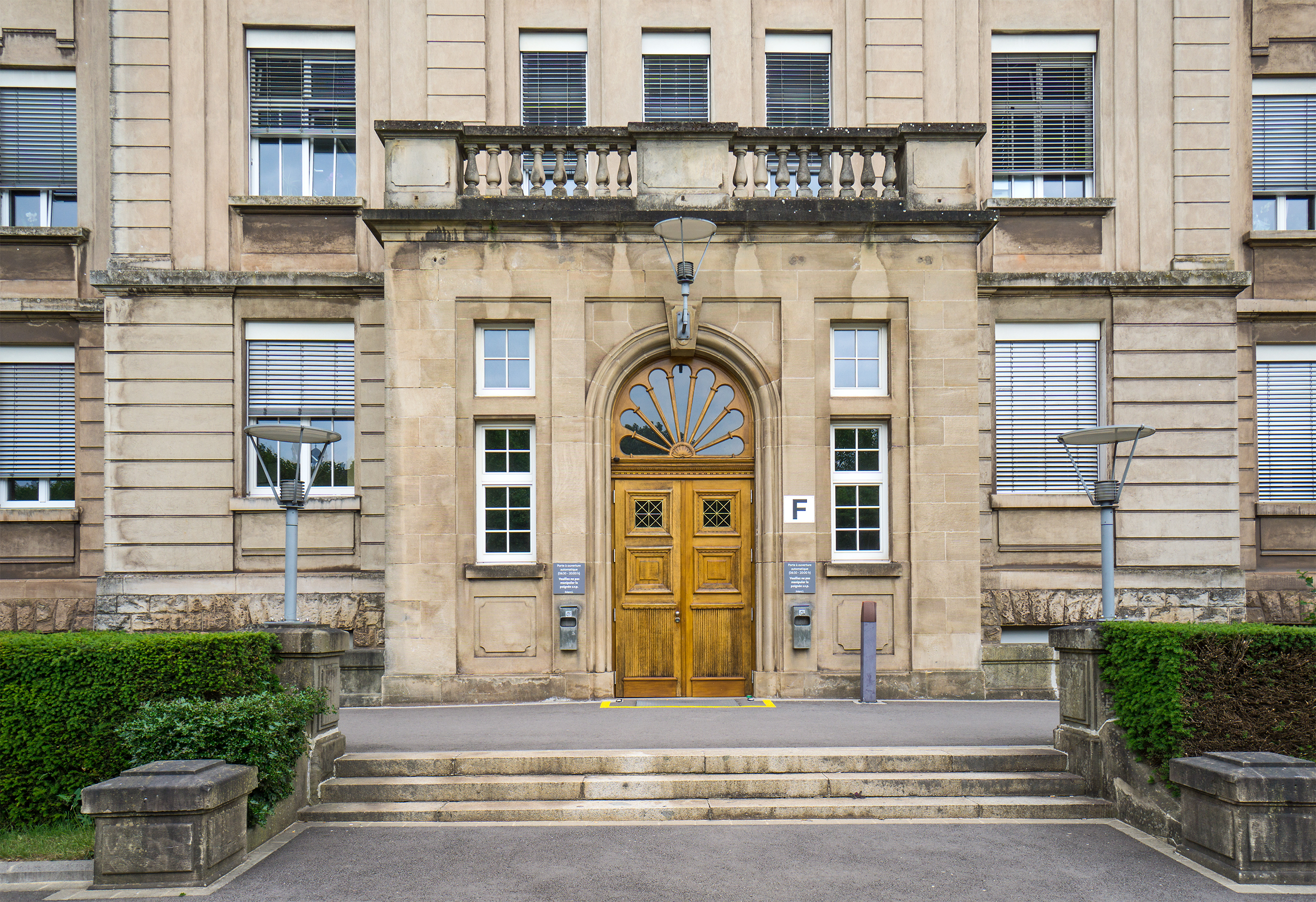
Больница в Эш-сюр-Альзетт, в сериале - "Северная больница" в Маншайде

### Бюджет
Первый сезон сериала имел бюджет в 2,6 миллиона евро. Большинство из этих денег, 2,1 миллион евро, пришло от кинофонда Люксембурга, который поддержал 50 тыс. евро написание сценария ещё в 2017 году. Телеканал RTL отдал 300 тыс. евро на создание сериала, а остальные деньги пришли от студий Samsa Films и Artémis Productions, которые снимали сериал.
Летом 2020 года, кинофонд Люксембурга отдал 120 тыс. евро для съёмки второго сезона, а в ноябре для съёмок было выделено ещё 1,3 миллиона евро. Общая стоимость второго сезона — около 4 миллионов евро.

## Отзывы
Сериал побил все рекорды на телеканале RTL. Согласно опросам, в среднем 147 500 человек смотрели каждую серию по мере её выхода, что составляет около 29 % населения Люксембурга от 16 лет. Другой ресурс, InternetPanel.lu, показал, что 90,4 % зрителей хотели бы увидеть второй сезон.